# تشارلز إف. ماكينا
تشارلز إف. ماكينا (بالإنجليزية: Charles F. McKenna)‏ هو قاضي أمريكي، ولد في 1 أكتوبر 1844، وتوفي في 3 ديسمبر 1922.